# Дред Скотт
Дред Скотт (англ. Dred Scott; 1799-1858) - поневолений афроамериканець, відомий тим, що оскаржив свої права в суді, проте справу він програв, що узаконило безправне становище чорношкірих у США.

## Біографія
Народився 1799 в рабстві в окрузі Саутгемптон, штат Вірджинія.
Його першим господарем був капітан Петер Блоу, який жив у Хантсвіллі, штат Алабама, де сім'я Блоу безуспішно займалася землеробством.
У 1830 сім'я Блоу переїхала разом з рабами до Сент-Луїса, штат Міссурі. Тут Дреда Скотта продали в 1832 Джону Емерсону, лікаря, який служив в армії Сполучених Штатів. Протягом наступних 12 років Скотт супроводжував Емерсона в його відрядженнях - форт Армстронг, штат Іллінойс, форт Снеллінг (на території сучасної Міннесоти). Емерсон дозволив Дреду Скотту одружитися, незважаючи на те, що раби не мали цього права.
У 1837 Емерсон отримав призначення в Jefferson Barracks Military Post у штаті Міссурі, а Скотт з його дружиною залишився у форті Снеллінг. Потім Емерсон мігрував за обов'язком своєї служби різними місцями, вийшовши в 1840 у відставку.
В 1842 Джон Емерсон помер, а його майно, включаючи Дреда Скотта, успадкувала дружина Ірен Емерсон. Дред Скотт пропонував їй за себе викуп, але отримав відмову. Після цього Скотт заявив про свою свободу, спираючись на те, що вони з дружиною жили на теренах, де рабство було заборонено після Міссурійського компромісу, який встановлював північний кордон розповсюдження рабства. Зрештою, Верховний суд США відхилив їхні вимоги. На згадку про цей судовий прецедент невелика місцевість неподалік форту Снеллінг, у Блумінгтоні, названо «Полем Дреда Скотта».
У 1850 Ірен Емерсон одружилася. Її новий чоловік - Келвін С. Чаффі - був аболіціоністом, який незабаром після їх шлюбу обраний до Конгресу США. Чоловік не підозрював, що його дружина володіла одним із найвідоміших невільників Сполучених Штатів. Але коли про це стало відомо громадськості, Келвін був підданий різкій критиці за те, що був одружений з рабовласницею. Він умовив Ірену повернути Скотта першій родині - Блоу, де головою на той час був Генрі Тейлор Блоу - син Петера Блоу, батько Сьюзен Блоу - організатора першого дитячого садка в США. Вони дали свободу Скотту 26 травня 1857.

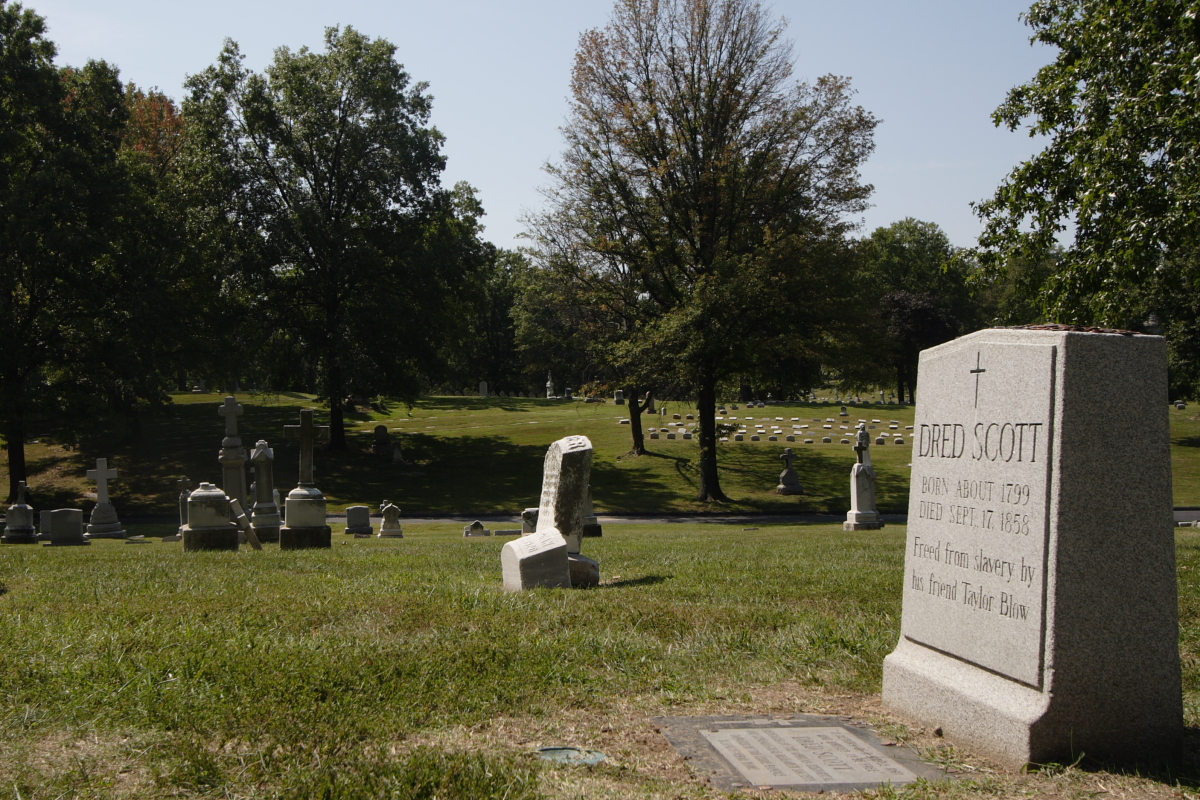
Могила Дреда Скотта

Скотт пішов працювати вантажником, але його свобода виявилася недовгою. Він помер від туберкульозу 17 вересня 1858. У нього залишилися дружина та дві доньки. 
Спочатку похований на сент-луїському цвинтарі Wesleyan Cemetery. Коли цей цвинтар був закритий, сім'я Блоу перепоховала Скотта на католицькому цвинтарі Calvary Cemetery (тут дозволено ховати некатолицьких рабів католицьких власників). Його дружина - Гаррієт Скотт - померла 17 червня 1876 і похована на цвинтарі Greenwood Cemetery в Хіллсдейлі, Міссурі.
- Дред і Гаррієт Скотт увічнені в Сент-Луїській «Алеї слави»  .